# Perilampsis woodi
Perilampsis woodi es una especie de insecto del género Perilampsis de la familia Tephritidae del orden Diptera.

## Historia
Bezzi la describió científicamente por primera vez en el año 1924.